# They Are Billions
They Are Billions (с англ. — «Их — миллиарды») — компьютерная игра в жанре стратегии в реальном времени, разработанная испанской студией Numantian Games. 18 июня 2019 года игра вышла для ПК, 5 июля состоялся релиз для Xbox One, 9 июля — для PlayStation 4.

## Игровой процесс
Действие игры происходит в постапокалиптическом мире в стилистике стимпанка, населённом зомби. Целью является постройка базы, изучение карты и сбор ресурсов, и одновременная борьба с зомби. Заражённые поселения, являющиеся идеальной целью для получения ресурсов и освоения близлежащих залежей полезных ископаемых, при появлении людей начинают бесконечное производство зомби.
В игре существует восемь видов ресурсов: дерево, еда, железо, золото, камень, нефть, рабочие и энергия, тратящиеся на постройку зданий и юнитов. После победы игрок также получает очки империи и науки, которые идут на разные цели: первые можно тратить на войска и оборонительные здания в наступательных миссиях, вторые — на изучение новых технологий. Ресурсы добываются в ходе 8-часовых смен, расположение здания влияет на итоговую добычу. Также в игре присутствует технологическое древо, позволяющее открыть новые строения и юниты, а также существенно улучшить имеющиеся.

Кадр из игры. Рядом с железной дорогой — городской центр и жилые дома, севернее — защитные сооружения. На экране отображён процесс обучения лучниц в солдатском центре.

В игре присутствует три вида миссий:
- Обычные миссии. Перед игроком ставится задание создать поселение, отбивая атаки зомби и достигая поставленных целей (определённый размер населения или налаживание добычи фиксированного количества единиц конкретного ресурса). В ряде миссий зомби с самого начала отсутствуют на карте, в этом случае игроку предстоит развить поселение и отбить финальные волны.
- Наступательные. Игроку предстоит с помощью солдат и оборонительных зданий защитить имперскую заставу и уничтожить орду зомби, тем самым открыв доступ к новым локациям. По мере прохождения герою открываются новые дополнительные бонусы (перк).
- Тактические. В ходе них герой исследует заброшенные крепости ради артефактов, ценных предметов и древних технологий, в одиночку борясь с зомби. По ходу игры за счёт внимательного изучения локаций он может получить очки империи и науки. В подобных миссиях возможно наличие союзных юнитов, которым можно будет отдавать команды и приказы.

Сами зомби могут атаковать либо увидев человека, либо через определённое время медленными волнами. Позже огромные орды будут нападать на базу попеременно с одной из четырёх сторон света, финальная волна может идти по всем направлениям (игра заранее предупреждает как о дне вторжения, так и месте). Игроку предстоит держать нежить подальше от базы, так как она может заразить гражданские здания, вызвав эффект домино (после заражения весь персонал здания становится новыми зомби). Подобно людям, имеющим доступ к разнообразным средствам защиты, существуют различные подвиды зомби (вроде быстрых гарпий или обладающих большим здоровьем мясников, в то время как великаны выделяются большими размерами, высокими показателями атаки и здоровья. Для удобства игрока последний тип юнитов выделяется на миникарте отдельным цветом). Являясь игрой в жанре стратегии в реальном времени, They Are Billions позволяет пользователю в любой момент поставить паузу для обдумывания сложившейся ситуации, просчитывания дальнейших действий и отдачи приказов.
Помимо сюжетной кампании, игроку доступны режимы «Выживание» и Apocalypse.

## Сеттинг
Вышедший 6 февраля 2018 года тизер-трейлер указывает дату начала игры — конец 22 столетия. Мир сильно пострадал от заболевания, превращавшего людей в зомби. К этому времени выжило лишь несколько тысяч человек, живущих в городе Великий Кратер и управляемых правителем Новой Империи Квинтусом Крейном. Катастрофа привела к технологическому регрессу, из-за чего нынешние технологии в основном базируются на знаниях XIX века (викторианская эпоха).
В кампании игрок выступает от лица администратора и командира Каелуса или Каллиопы, которым Крейн поручает отвоевать земли, основать новые поселения и вести систематический поиск артефактов и древних технологий (в альфа-версии игрок в миссиях предлагалось выбрать губернатора, имеющего преимущества в виде доступа к конкретным зданиям и технологиям). Также ему придётся изучать новые технологии и узнавать историю мира и поразившей его эпидемии. По ходу игры игрок узнает об истории мира как с помощью старых газет, так и в ходе изучения игровых локаций.
Игрок может управлять только боевыми юнитами, существенно различающимися друг от друга. Так, лучница отличается быстрой скоростью и бесшумной атакой, в то время как более медлительный солдат вооружён уже огнестрельным оружием. Юниты по мере роста числа убитых зомби получают ветеранство, улучшающее ряд их параметров, а также дающее им золотую одежду. С течением игрового времени они могут восстанавливать собственное здоровье.

## Разработка
| Системные требования | Системные требования                                                 | Системные требования                                            |
| -------------------- | -------------------------------------------------------------------- | --------------------------------------------------------------- |
|                      | Минимальные                                                          | Рекомендуемые                                                   |
| Microsoft Windows    |                                                                      |                                                                 |
| ОС                   | Windows 7 / 8 / 10 (32 и 64-bit)                                     | Windows 7 / 8 / 10 (64 bit)                                     |
| ЦПУ                  | 2-ядерный INTEL или AMD с тактовой частотой 2 ГГц                    | 4-ядерный INTEL или AMD с тактовой частотой 3 ГГц               |
| Объём ОЗУ            | 4.0 ГБ                                                               | 8.0 ГБ                                                          |
| Место на диске       | 4 ГБ                                                                 | 4 ГБ                                                            |
| Видеокарта           | Intel HD 3000, Radeon, Nvidia с версией шейдеров 3, 1 ГБ видеопамяти | Radeon 7950 или выше, Nvidia GTX 670 или выше, 4 ГБ видеопамяти |
| Дисплей              | минимальное разрешение: 1360x768, рекомендуется FULL HD 1920x1080.   | монитор с разрешением 4К (3840х2160)                            |
| Устройства ввода     | клавиатура, компьютерная мышь                                        | клавиатура, компьютерная мышь                                   |

Игра была анонсирована Numantian Games 30 мая 2017 года. 13 декабря она появилась в Steam Early Access, имея лишь режим выживания на случайно сгенерированной карте. «They Are Billions» быстро попала на высшие позиции по продажам в Steam и Humble Bundle.
18 июня вышло дополнение New Empire, добавляющее ряд нововведений и сюжетную кампанию на 48 миссий, а также ряд изменений игрового процесса (вроде отмены возможности переиграть проваленную миссию не с начала).

## Приём
| Сводный рейтинг | Сводный рейтинг                                                             |
| Агрегатор       | Оценка                                                                      |
| --------------- | --------------------------------------------------------------------------- |
| GameRankings    | 71,42 %                                                                     |
| Metacritic      | 77/100 (PC, 13 обзоров 72/100 (PS4, 19 обзоров 73/100 (Xbox One, 50 обзоров |

Игра получила преимущественно положительные отзывы на ПК и смешанные отзывы на PS4 и Xbox One. На сайте-агрегаторе Metacritic средняя оценка игры составляет 77/100 на основе 13 обзоров для PC, 72/100 на основе 19 обзоров для PS4, 73/100 на основе 12 обзоров для Xbox One.
Рецензент Game Informer Дэниел Тэк поставил игре 8 баллов из 10 возможных.
Обозреватель GameSpot Дэвид Уайлдгус оценил игру на 8 баллов. К положительным сторонам он отнёс игровую концепцию и баланс, к отрицательным — игровой дизайн и механику наступательных и тактических миссий.
Автор Rock, Paper, Shotgun Ник Реубен дал игре звание RPS Bestest Best, в то же время отметив превосходство исходного режима «Выживания» над созданной в дальнейшем одиночной кампанией. Помимо игрового процесса, он также похвалил музыкальное и художественное сопровождение.
Летом 2018 года, благодаря уязвимости в защите Steam Web API, стало известно, что точное количество пользователей сервиса Steam, которые играли в игру хотя бы один раз, составляет 755 147 человек.